# Rosenfeld (Familienname)
Rosenfeld ist ein deutscher Familienname.

## Namensträger

### A
- Alexandra Rosenfeld (* 1986), französische Schönheitskönigin
- Alvin H. Rosenfeld (Alvin Hirsch Rosenfeld; * 1938), US-amerikanischer Literaturwissenschaftler und Hochschullehrer
- Anatol Rosenfeld (1912–1973), deutscher Literaturkritiker
- Arthur H. Rosenfeld (1926–2017), US-amerikanischer Physiker
- Astrid Rosenfeld (* 1977), deutsche Schriftstellerin

### B
- Bella Rosenfeld (1889–1944), russische Autorin
- Betty Rosenfeld (1907–1942), deutsche Interbrigadistin
- Boris Abramowitsch Rosenfeld (1917–2008), russischer Mathematiker und Mathematikhistoriker

### D
- Dagmar Rosenfeld (* 1974), deutsche Journalistin
- Daniel Rosenfeld, eigentlicher Name von C418 (* 1989), deutscher Musiker und Komponist

### E
- Eduard Rosenfeld (um 1804–1826), deutscher Zeichner
- Else Rosenfeld (Elsbeth Behrend, Pseudonym Rahel Behrend; 1891–1970), deutsche Sozialarbeiterin und Schriftstellerin
- Eric Rosenfeld, luxemburgischer Sänger und Gitarrist
- Ernst Rosenfeld (1869–1952), deutscher Strafrechtler
- Eugen Rosenfeld (1870–1953), deutscher Maler
- Eva Rosenfeld (1892–1977), österreichisch-britische Psychoanalytikerin

### F
- Fanny Rosenfeld (1903/1905–1969), kanadische Leichtathletin
- Felix Rosenfeld (1872–1917), deutscher Archivar und Historiker
- Friedrich Rosenfeld (auch Fritz Rosenfeld; 1902–1987), österreichischer Schriftsteller, siehe Friedrich Feld (Schriftsteller)
- Friedrich Heyer von Rosenfeld (1828–1896), österreichischer Heraldiker
- Fritz Rosenfeld (Mediziner) (1877–1942), deutscher Mediziner

### G
- Gerhard Rosenfeld (1931–2003), deutscher Komponist
- Gertrud Wehl-Rosenfeld (1891–1976), deutsche Pianistin und Klavierpädagogin
- Günter Rosenfeld (1926–2015), deutscher Historiker

### H
- Hans Rosenfeld (1926–2015), US-amerikanischer Holocaust-Überlebender
- Hans-Friedrich Rosenfeld (1899–1993), deutscher Germanist
- Hellmut Rosenfeld (1907–1993), deutscher Germanist und Bibliothekar
- Herbert Rosenfeld (1910–1986), deutscher Psychoanalytiker
- Hilde Rosenfeld (1905–1959), deutsche Juristin, siehe Hilde Neumann

### I
- Irene Rosenfeld (Irene Blecker; * 1953), US-amerikanische Managerin
- Isaac Rosenfeld (1918–1956), US-amerikanischer Schriftsteller.
- Isadore Rosenfeld (1926–2018), kanadisch-amerikanischer Mediziner und Autor
- Israel 'Isi' Rosenfeld (1890–1956), deutscher Filmverleiher und Filmproduzent

### J
- Jakob Rosenfeld (1903–1952), österreichischer Arzt
- Joachim Ulrich von Rosenfeld (1525–vor 1591), böhmischer Adliger und Beamter
- Johann-Friedrich von Rosenfeld (1639–1710), deutscher Lehrer und Astronom, siehe Gottfried Kirch
- Johann Friedrich von Rosenfeld (1739–1809), siebenbürgischer Verwaltungsbeamter
- Jona Rosenfeld (1922–2023), israelischer Sozialpädagoge und Psychoanalytiker

### K
- Karl Ludwig von Rosenfeld (1804–1869), siebenbürgisch-österreichischer Staatsmann
- Klaus Rosenfeld (* 1966), deutscher Manager, Vorstandsvorsitzender der Schaeffler AG
- Kurt Rosenfeld (1877–1943), deutscher Politiker (SPD, USPD, SAPD)

### L
- Laura Henschel-Rosenfeld (1857–1944), österreichische Erzieherin und Philanthropin
- Leo Rosenfeld (1883–1936), sowjetischer Politiker, siehe Lew Borissowitsch Kamenew
- Léon Rosenfeld (1904–1974), belgischer Physiker
- Lotty Rosenfeld (Carlota Eugenia Rosenfeld Villarreal; 1943–2020), chilenische Aktionskünstlerin
- Louis Rosenfeld, US-amerikanischer Informationsarchitekt, Berater, Autor und Verleger

### M
- Marian Rosenfeld (* 1968), Schweizer Pianistin
- Mátyás Rosenfeld (1892–1971), ungarischer Politiker, siehe Mátyás Rákosi
- Max Rosenfeld (Mediziner) (1871–1956), deutscher Psychiater, Neurologe und Hochschullehrer
- Max Rosenfeld (Maler) (1874–1948), deutscher Maler und Schriftsteller
- Max Rosenfeld (Publizist) (1884–1919), österreichischer Publizist und Politiker
- Michael G. Rosenfeld (* 1944), US-amerikanischer Biochemiker und Molekularbiologe
- Michael Gottfried von Rosenfeld (1708–1786), siebenbürgisch-österreichischer General
- Monroe H. Rosenfeld (1861–1918), US-amerikanischer Komponist, Texter und Journalist
- Morris Rosenfeld (1862–1923), jiddischer Lyriker

### O
- Oskar Rosenfeld (1884–1944), österreichischer Schriftsteller, Journalist und Zionist
- Otto Rosenfeld (Schachspieler) (1863–1935), deutscher Schachspieler, -schiedsrichter und -funktionär
- Otto Rosenfeld, eigentlicher Name von Otto Rank (1884–1939), österreichischer Psychoanalytiker
- Otto Rosenfeld, eigentlicher Name von Otto Roeld (1892–1943), deutsch-tschechischer Kaufmann, Journalist und Schriftsteller

### R
- Richard Rosenfeld (1948–2024), US-amerikanischer Soziologe und Kriminologe
- Rolf-Peter Rosenfeld (* 1957), deutscher Fußballspieler
- Rudolf Rosenfeld (1926–2016), deutscher Architekt
- Ruth Rosenfeld (1920–1991), deutschamerikanische Schriftstellerin

### S
- Sándor Friedrich Rosenfeld (1872–1945), österreichischer Schriftsteller und Publizist, siehe Alexander Roda Roda
- Scott Ian Rosenfeld, eigentlicher Name von Scott Ian (* 1963), US-amerikanischer Musiker
- Selma Rosenfeld (1892–1984), deutsche Lehrerin, Germanistin und Hochschullehrerin
- Semjon Rosenfeld (1922–2019), Überlebender des Vernichtungslagers Sobibor
- Seth Zvi Rosenfeld (* 1961), US-amerikanischer Regisseur und Autor
- Siegfried Rosenfeld (1844–1883), österreichischer Schauspieler und (unter dem Pseudonym Roderich Fels) Dramatiker
- Siegfried Rosenfeld (1874–1947), deutscher Jurist und Politiker (SPD)

### U
- Ulrich Rosenfeld (1930–2023), deutscher Geologe
- Ursula von Rosenfeld  (um 1499–1538), deutsche Ehefrau von Markgraf Ernst I. von Baden-Durlach

### V
- Viktor Rosenfeld (Jurist) (1852–1919), österreichischer Rechtsanwalt
- Viktor Rosenfeld (Mediziner) (Viktor Ernst Rosenfeld; 1884–1966), deutscher Mediziner

### W
- Wilhelm Rosenfeld (1825–1892), deutscher Bankier, siehe Bankhaus Gebr. Rosenfeld
- Wilhelm Rosenfeld (Pädagoge) (1881–1914), deutscher Historiker und Pädagoge
- Win Rosenfeld (* 1978), US-amerikanischer Produzent und Drehbuchautor